# Adoniram J. Warner
Adoniram J. Warner (Buffalo (New York), 13 janvier 1834 - Steubenville, 12 août 1910) est un homme politique et militaire américain.